# Cis boleti
Cis boleti är en skalbaggsart som först beskrevs av Giovanni Antonio Scopoli 1763.  Cis boleti ingår i släktet Cis och familjen trädsvampborrare. Arten är reproducerande i Sverige. Inga underarter finns listade i Catalogue of Life.

## Bildgalleri

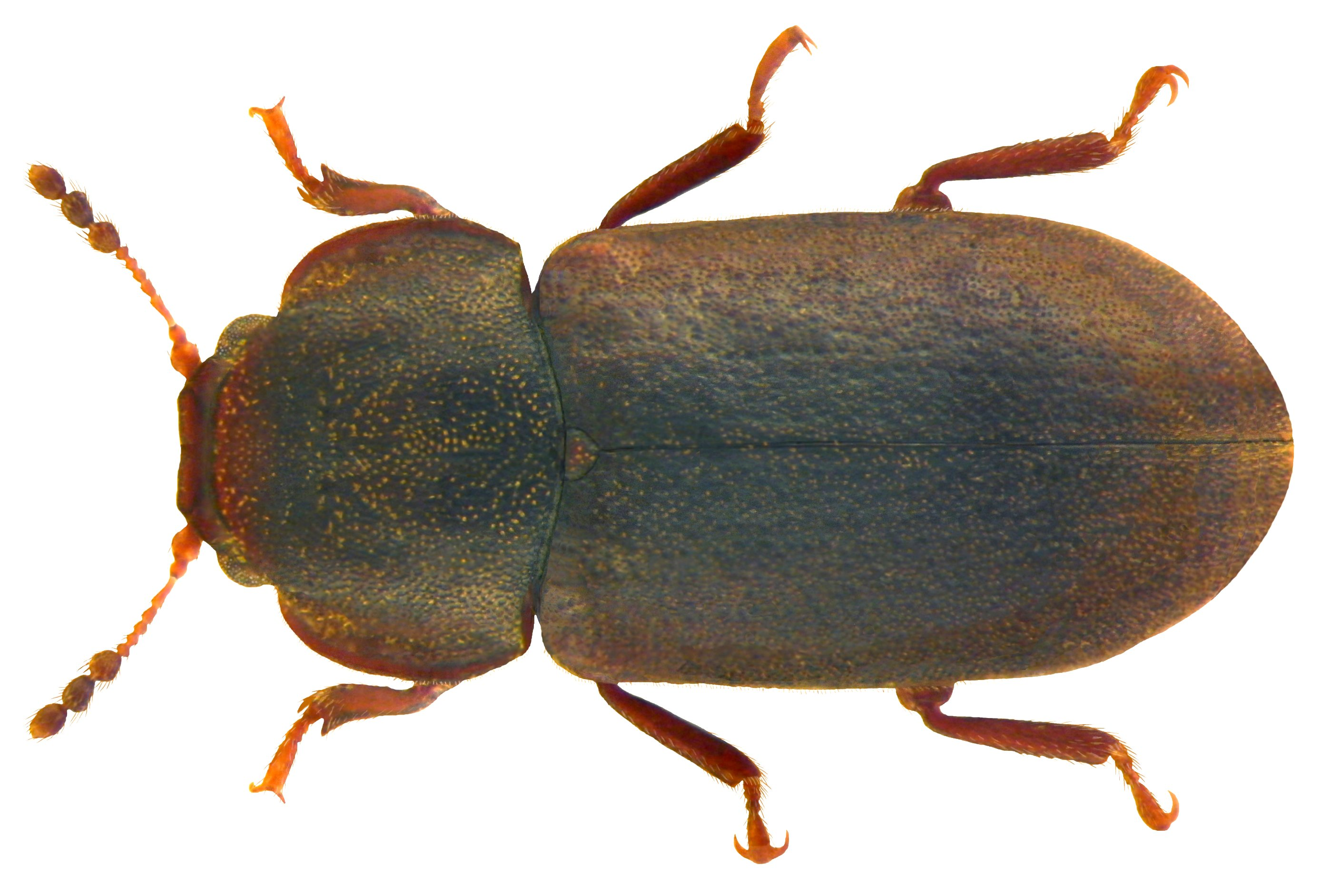
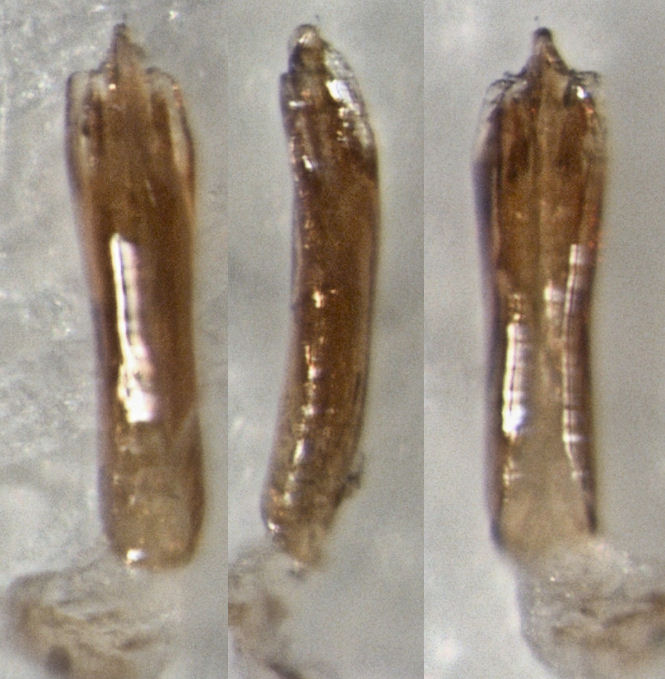
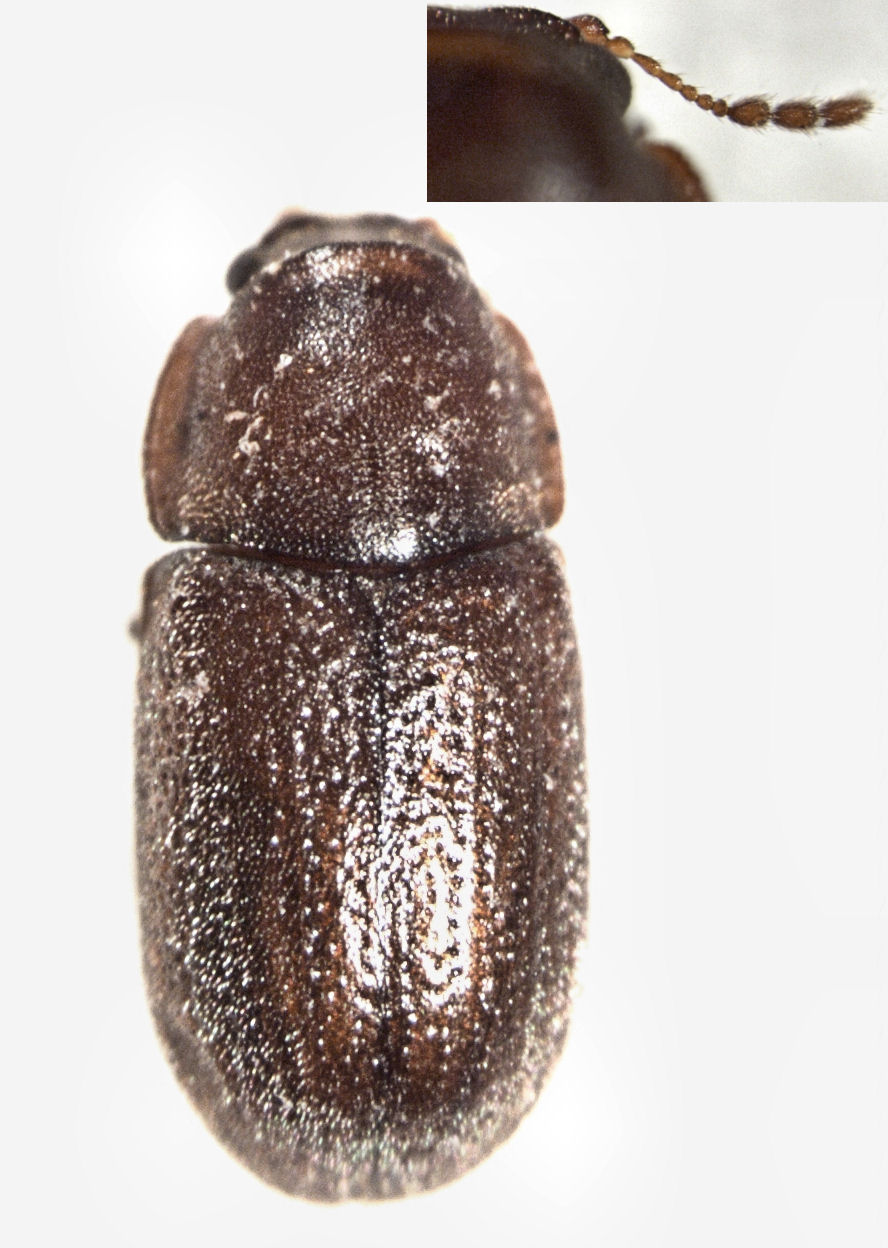
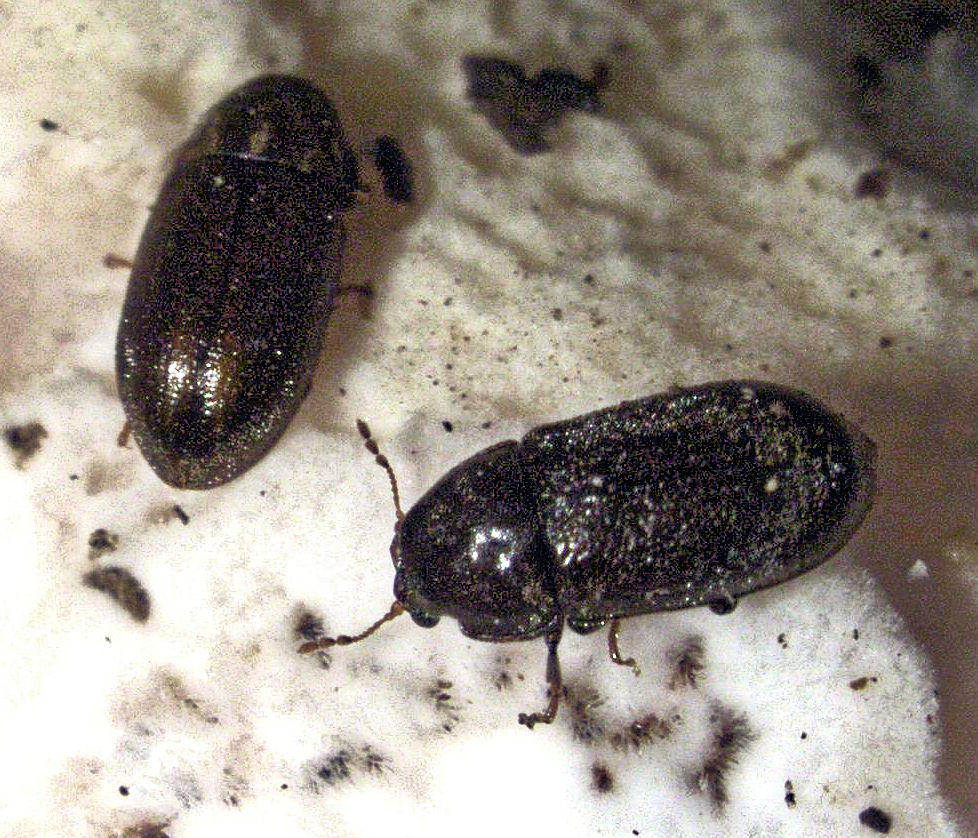
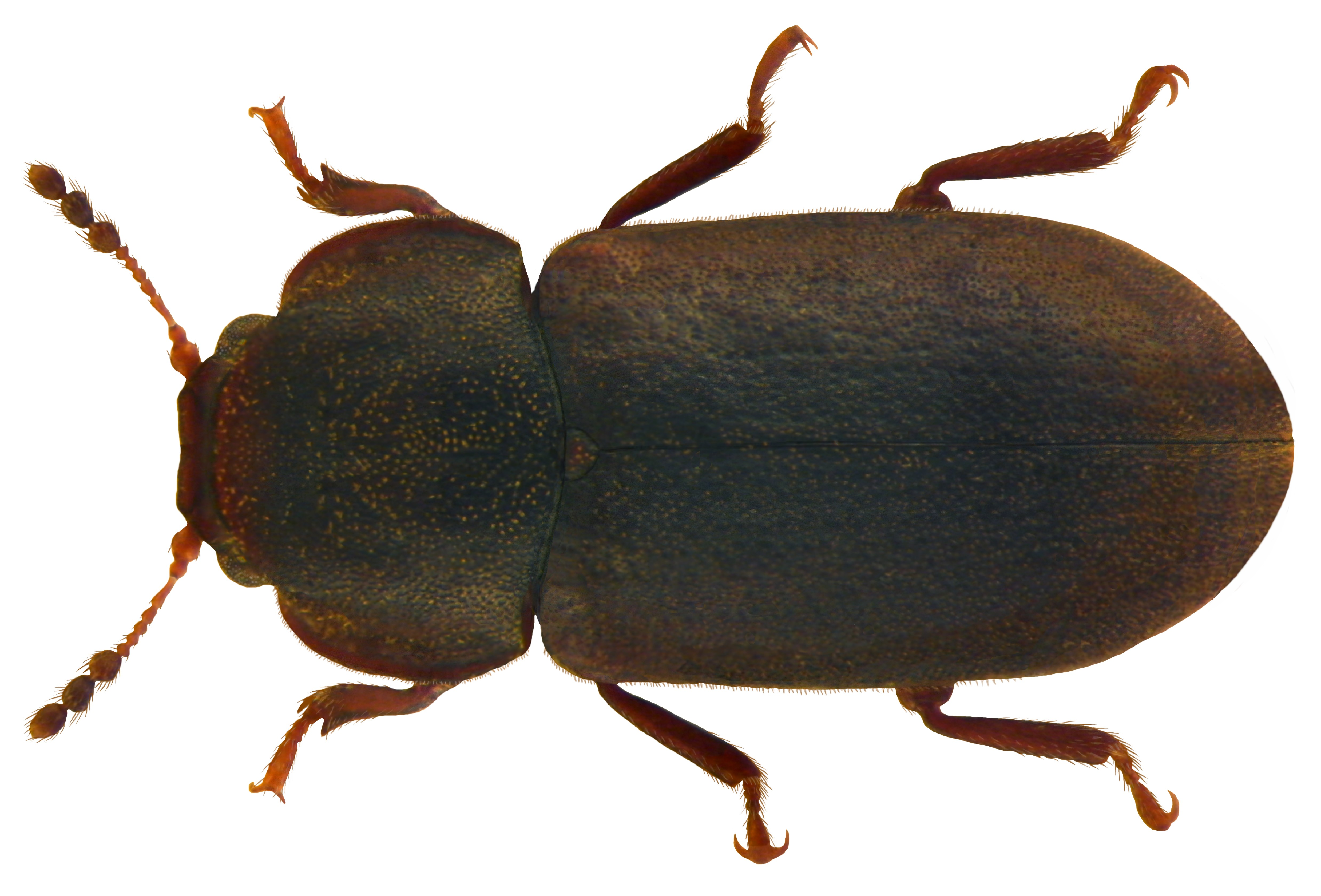
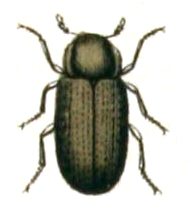